# Camillo Filippo Cabutti
Camillo Filippo Cabutti (Bossolasco, 18 dicembre 1860 – Torino, 16 novembre 1921) è stato un pittore italiano.

## Biografia
Discente da un’antica famiglia di notai di Bossolasco, avvicendatisi come sindaci del paese nativo, dopo gli studi compiuti presso il Collegio Umberto I di Torino, si iscrive inizialmente alla facoltà di Legge dell'Università di Pisa, rientrando poi a Torino per completare gli studi.
Appassionato di arte, prende lezioni di pittura da Raffaele Pontremoli, professore dell'Accademia di Brera e nel 1884 abbandona la facoltà di Legge iscrivendosi all’Accademia Albertina di Torino.
In questo periodo conosce il noto artista e scrittore torinese Marco Calderini, che lo spinge alla riproduzione di paesaggi ritratti all'aria aperta nelle campagne piemontesi; nel 1880 esordisce alla Promotrice di Torino con Estate, poi vi espone ininterrottamente dal 1882 al 1914.
Nel 1884 presenta Pascolo, Sera nelle Langhe, Fusain e All’ombra con i quali riscuote un buon successo, l'anno successivo Agosto nelle Langhe e Mattino di luglio, acquistato dal Principe di Carignano, nel 1886 è a Brera con Crepuscolo invernale, Mattino di gennaio e Il bosco in febbraio e a Firenze con Al rezzo dei castagni e Mattino nella valletta.
Nel 1887 è presente all'Esposizione Artistica Nazionale di Venezia e alla Promotrice di Torino con Sole di febbraio, Mattino nella valletta e I castagni, acquistato dalla stessa Promotrice.
Nel 1889, dopo un viaggio a Napoli, al Circolo degli Artisti espone Santa Lucia: si trasferisce periodicamente, per motivi di salute, sulla Riviera Ligure, i quali paesaggi sono riprodotti in diverse opere (Tramonto presso Diano Marina, Dalla spiaggia dei bagni di San Remo).
Nel 1891 presenta a Brera Sorrisi d'autunno e Ultimi raggi nella valletta in febbraio.
Nel 1898 espone a Torino Calma d'autunno e Mattino d'autunno, nel 1904 a Torino Mattino al mare, nel 1906 a Brera Fresca ombria, Mattino nel porto di Savona e Primavera presso S.Remo.
Nel 1912 viene nominato Cavaliere dell'Ordine della Corona d'Italia, 
nel 1914 partecipa alla sua ultima Promotrice con Mattino autunnale a San Michele di Pagana.
Nel 1916 viene colpito da una malattia agli occhi che gli impedisce di proseguire l'attività pittorica.
Diviene prima consigliere comunale e poi sindaco di Belvedere Langhe e di Bossolasco, come già lo erano stati suo nonno e suo padre.
La figlia Ottavia sposa l'artista sardo Gigi Chessa e, rimasta vedova, il pittore Francesco Menzio: Mauro, uno dei figli generati con Chessa, è importante pittore contemporaneo, così come
Paolo, avuto da Menzio. La sorella Matilde sposa l'artista torinese Emilio Sobrero.
Muore a Torino il 16 novembre 1921.

## Stile
Esponente del paesaggismo piemontese come il maestro Marco Calderini, si dedica quasi esclusivamente alla riproduzione en plein air di paesaggi piemontesi, in particolare le Langhe della sua terra natale.
Nel 1935 lo stesso Calderini, ricordando l’allievo e collega, scrive: Alla sua nobile passione, alle sue nobili prove, al suo carattere buono, leale e generoso è dovuto quell’onore che vince ogni oblio

## Opere principali
- Mattino (1881), olio su tavola, collezione privata;
- Inverno in Valle Belbo (1888), olio su tela, collezione privata;
- Betulle nel verde (1905), olio su tela, collezione privata;
- Pascolo in riva al mare (1906), olio su tela, collezione privata;
- Riflessi nel bosco (1906), olio su tela, collezione privata;
- Mattino di primavera (1907), olio su tela, Galleria d'arte moderna di Torino[8];
- Mattino presso Ceriana (1916), olio su tela, collezione privata;